# Астерий (аргонавт)
Астерий (др.-греч. Ἀστέριος «звёздный») — персонаж древнегреческой мифологии, аргонавт. Участник состязаний на колеснице в честь погребения Пелия.
Согласно Аполлонию Родосскому, сын Комета (Комата) из Фессалии. По другим версиям, либо сын Пирема и Антигоны, дочери Ферета; либо Гиперасия из Ахайи; либо Гиппаса.